# Joris Ryf
Joris Ryf (4 de actubre de 1997) es un deportista suizo que compite en ciclismo de montaña en la disciplina de campo a través.
Ganó dos medallas en el Campeonato Mundial de Ciclismo de Montaña, en los años 2022 y 2023, y una medalla de plata en el Campeonato Europeo de Ciclismo de Montaña de 2018.

## Medallero internacional
| Campeonato Mundial | Campeonato Mundial    | Campeonato Mundial | Campeonato Mundial         |
| Año                | Lugar                 | Medalla            | Competición                |
| ------------------ | --------------------- | ------------------ | -------------------------- |
| 2022               | Les Gets (Francia)    | Medalla de bronce  | Campo a través (b. e.)     |
| 2023               | Glasgow (Reino Unido) | Medalla de oro     | Campo a través (b. e.)     |
| Campeonato Europeo |                       |                    |                            |
| Año                | Lugar                 | Medalla            | Competición                |
| 2018               | Graz (Austria)        | Medalla de plata   | Campo a través por relevos |